# アイルランドの競馬
アイルランドの競馬（アイルランドのけいば）では、アイルランドにおける競馬について記述する。

## 概要
アイルランドの競馬は規則監督機関が2件あり、一方のアイルランド競馬連盟（Horse Racing Ireland）は広く平地競走と障害競走を合わせアイルランド島全体つまりイギリスに含まれる北アイルランドとアイルランド共和国を統括する。他方、イギリスと対照させ、アイルランド国内のみに目を配るアイリッシュターフクラブ（平地競走と障害競走の規約監督）は公益法人で、その傘下に障害競走を専門とするアイルランドナショナルハント障害レース委員会（Irish National Hunt Steeplechase Committee）(INHSC) を置く。
なお、2018年1月1日より、公益法人アイリッシュターフクラブは営利目的の社団法人 (NGO) に移行して
組織を改変すると、新しくアイルランド競馬規則委員会として発足した。

## 特徴
アイルランドでは紀元前から既に馬を用いた競走が行われていた。
1752年にコークで行われた障害物を飛越しつつ教会の尖塔を目指す競走は世界初の障害競走とされ、アイルランドは障害競走の発祥地とされる。現在も施行される障害競走の数は平地競走よりも約1.5倍程度多く、大変な人気をほこる。国内の競馬場の大半は平地競走と障害競走併用のものである。
1790年代以降、アイルランドを植民地支配していたイギリスの影響を受けて競馬施行のシステムが整備され、公益団体として国内を管轄範囲とするアイリッシュターフクラブを設立、何度か名称変更を経ながら2017年12月31日まで平地競走と障害競走両方を管轄している。傘下にアイルランド・ナショナルハント障害レース委員会 (INHSC) をおいて運営された。2018年1月1日より営利目的の社団法人としてアイルランド競馬規則委員会が発足、これまでターフクラブとナショナルハント障害レース委員会が行ってきた規制業務を引き継ぎ、競走の規則徹底と裁定を執り行う。
競馬に対する政府の関与が強く、現在は特殊法人のアイルランド競馬協会(HRI) が統括団体となっている。賭けはHRIの直轄組織であるトートアイルランドが発売するパリミュチュエル方式の馬券によって行われる。
世界でも有数の馬産地で、クールモアスタッドやゴドルフィンなどの生産者が拠点を構えている。ただし2008年7月をもって種付け料収入を非課税とする税制上の優遇措置が廃止される影響から生産頭数減少を懸念する声がある。またイギリスの競馬と非常に密接な関係を築いている。地理的にも近いことから非常に交流が盛んであり、種牡馬成績はイギリス、アイルランドを合わせた形式で発表される。

## 歴史

### 最古の記録

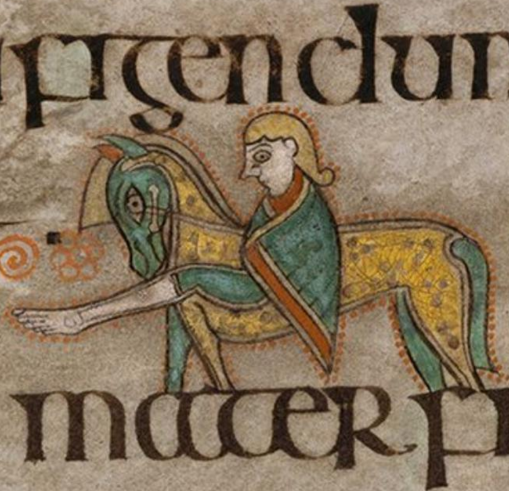
インスラ美術グロテスク風の馬に乗る男性像。ケルズの書より

アイルランドの競馬の歴史は非常に長く、古代の文書『ダ・デルガ邸の破壊』（英語版）には地域を治める豪族のコナイア王（英語版）が4頭をそろえてカラで繋駕車競走に参加したという話が記され、
諸説あるものの時代は紀元前110年から紀元60年の間と考えられる。古い時代にカラで競馬を開いたことは、およそ7世紀に書かれたとされる別の資料「賛美歌の書」Liber Hymnorum（英語版）にも記録がある。伝説のフィアナ騎士団は駕車をつながず競走を楽しんだといい、レンスターの書（英語版）にはカラと近隣のリムリック県クルムで開かれた競走の様子を伝える詩があり、また現代も続くケリー県ロスビーの浜辺で行う競走でも伝統に触れている。ゴールウェイ競馬場には13世紀、「キングスプレート競走の条項」に従い「馬の試合」を行ったと伝わっている。
しかしながら最初期の競走開催で検証可能な証拠を求めると、デリー県知事が1603年に国王令状を授けられ、見本市と定期市の開催に合わせて競馬施行を免許されている。17世紀にカリクファーガス（英語版）の競走に参加して殺された騎手に寄せた詩（1622年）は競馬が当時、アイルランドで人気があったと明白に語り、別の記録では1634年の初代ディグビー男爵と初代オーモンド公が対戦した競走、さらに1682年にキルデア伯爵が開催した競走で勝者に与えられた40ポンド (18 kg) の銘板が現存する。初代准男爵サー・ウィリアム・テンプルはイングランド王チャールズ2世に宛てた1673年の書簡で次のように述べた。

「アイルランドでは（訳注：イングランドの）馬は売り物になりません……こちらの生産馬はわれらが祖国に持ち帰ると高値を呼びそうな、形が秀でて活力と体格に優れたものばかりで、余所者（訳注：イングランド産の馬）を売れるものなら売ってみろと言われてしまう始末です。」

### 競馬界の成立
チャールズ2世の治世の1666年に「王室競走」としてのキングスプレート競走（英語版）が導入され競馬界の競争が高まると、足が速く持久力の優れた馬が好まれるようになり12ストーンの重量で4マイルを競えるかどうかが焦点になった。勝ち馬は繁殖用に引っぱりだこになり、血統改良が進んで平地競走では芽が出なくても障害競走で勝てる馬を輩出した。カラは1670年代に優勝碑を多く受け、1685年には初のスタッドブックが発行される。発行元は生産者の集うダウンロイヤル競馬場（英語版）で、競走馬の血統を宣伝しようと手がけた。また別の事情としてアイルランド刑罰法（英語版）が施行されカトリック教徒が5ポンド以下の馬の所有を禁じられたのだが、馬主の意欲を損なうことはなく、かえって安い馬専門のレースが人気を集めた。開催の宣伝合戦が新聞紙上で始まり、1750年に英語版競馬新聞Racing Calendar （英語版）に掲載された競走のうち、アイルランドで行われたのは71開催に上る。
さて障害競走の創設期、コーク県バタバント（英語版）とドネレイル（英語版）を結ぶ原野で4.5マイルレースが施行され、出走地点とゴール地点には両方の町の有名な教会の塔（スティープル）が選ばれた。地元のエドモンド・ブレーク（Edmund Blake）とコーネリアス・オキャラハン（Cornelius O'Callaghan）の競り合いは狐狩りの伝統に基づく「クロスカントリー競走」の人気に火をつけ、獲物のキツネの代わりに賞品が用意された - 初回の競走ではワイン1樽である。 
最初期の障害競走では合意事項はスタートとゴールを名所前にする程度で、コース自体は騎手が自分で選んでいる。のちに原野に何本も旗を立て、旗と旗を結んで走るように決まった。原野を走るレースから、人工的に作った競馬場が各地に設けられるのは1830年代であり、形式は平地競走のコースに似せてあった。また競走馬の年齢に応じてウエイトのアローアンスが規定され、今日のナショナルハント競走の下地が整っていく。

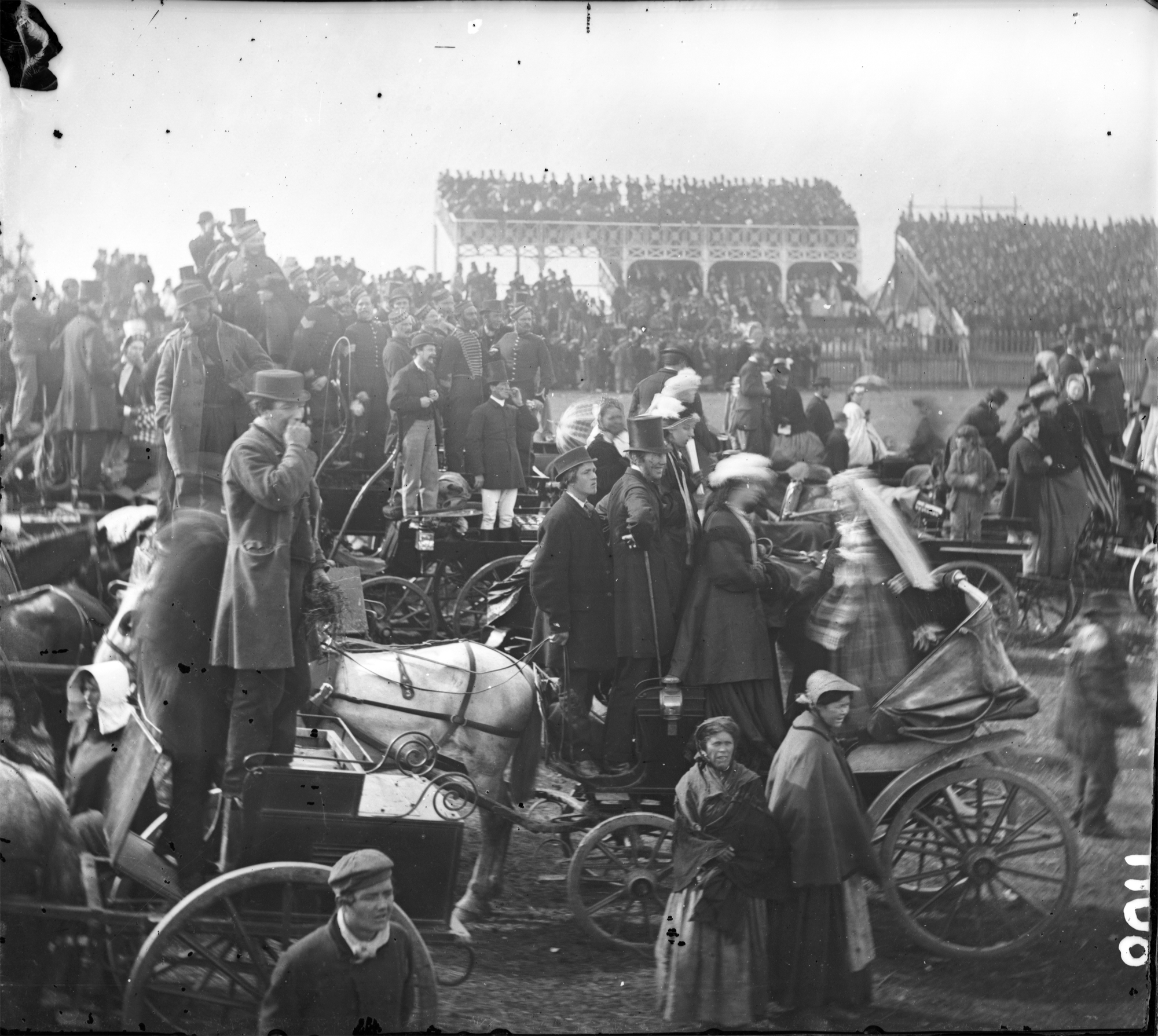
パンチェスタウン・フェスティバルの観衆。1868年頃

ルールをつかさどる組織の名称は当初の〈競馬人協会〉Sportsmen Society から〈ジョッキークラブ〉（1755年）に、やがて現在の「アイリッシュ・ターフクラブ」に改まるのは1784年である。ターフクラブは係争が起こると別個の組織ではありながらイギリスジョッキークラブに持ち込んでいる。ナショナルハントレースの裁定組織は「アイリッシュ・ナショナル・ハント障害競走委員会」（INHSC：Irish National Hunt Steeplechase Committee）といい、ナショナルハント競走の施行で公正さを確実にするため、ターフクラブを上部組織として設けられた経緯がある。
砂浜の海岸線を走るレイタウン（Laytown）の競走の最も古い記録は1868年にさかのぼる。当時、干潮時の砂が締まった水打ちぎわで開く競走が一般的だった。その翌年、ボーリーブリット競馬場（英語版）の初回競馬フェスティバルが施行され、観客動員は4万人だったという。
競走馬の生産は、19世紀にナポレオン戦争（1803年春から1815年晩秋）のあおりを受け、下り坂を迎える。不況は繁殖への投資を渋らせ、有力馬は賞金のより豊かなイギリス本土の競走に出されがちだった。しかしながらアイルランドで鉄道網の発展に連れ、例えばカラ駅の新設（1846年）、サーレス駅（ティペラリー県）–カラ・ジャンクション駅間が延伸（1848年）、新しい場所に競馬場がつぎつぎ建設される。レース目当ての乗客数が見込めるようになると開催のスポンサーを買って出たり、1846年10月16日木曜日にはキングスブリッジ駅（ダブリン）から競馬場最寄りのカラ駅まで特別列車を運行したり復路に3等車を連結したり、出場馬の鉄道馬運運賃を無料にするなど、鉄道会社の営業努力でアイルランドの競馬界に追い風が吹き始めた。

### 20世紀

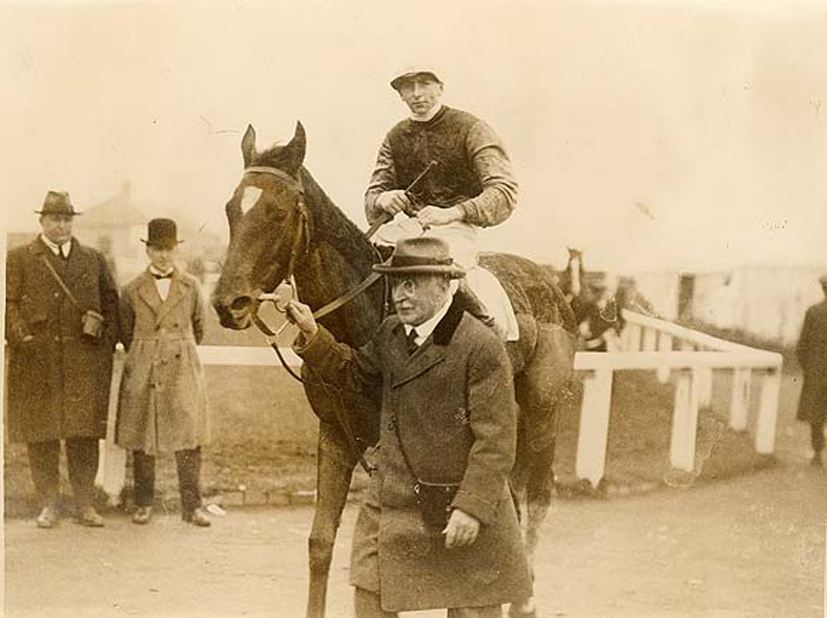
カラ競馬場の勝ち馬Clonespoe（1924年）騎手はJ・モイラン

第一次世界大戦開戦当初、競走の施行中止に至らず、競走馬30万頭に占めるサラブレッドの数も低かった。イースター蜂起（1916年4月下旬）により競馬が6週間にわたって禁止されたものの、解禁直後に開催されている。1917年5月4日、競馬開催が暫定的に禁止されるのは食糧難の兆しがつのり、エンバクをサラブレッドの餌として使うことに批判が出たためだった。ところが競馬関係の従事人口が2万人とも言われたアイルランドで開催禁止に不満の声が上がった。ふたたび人民蜂起を招くのではないかと恐れた大英帝国政府はカラ・フェスティバル（5月8日–10日）施行を許す譲歩を見せ、ついに6月20日に開催される。1915年に入るとカラにブリティッシュ・ナショナル・スタッド（British National Stud）が本拠を置き、独立後のアイリッシュ・ナショナル・スタッド（Irish National Stud）の礎が築かれた。
アイルランド独立戦争（1919年–1921年）後はアイルランドの競馬界のルール作りと支援に力が費やされ、国産馬の海外への売り込みが本格化した。まず1926年にはアイルランド自由国憲法により場外馬券が合法化され、トータライザー導入による業界の経済基盤作りは1930年に始まる。第二次世界大戦勃発に連鎖したアイルランドの緊急事態（英語版）はむしろ競馬界にはプラスに働き、海外旅行も自動車で出かけるレジャーも禁止された大衆が競馬場へと足を向け、動員数を大きく伸ばしたのである。アイルランド競馬理事会（The Irish Racing Board=アイルランド競馬連盟 Horse Racing Ireland の前身）の創設は1945年で、設立の主な趣旨は業界の収支面の監督とされ、その後身としてアイリッシュ・ホース・オーソリティ（Irish Horse Authority=1995年創設）とアイルランド競馬連盟（2001年創設）へと時代は進んでいく。
これらの組織が導入した方策により、アイルランドの競馬界は一段と力をつけていく。競走馬生産は年間10億ユーロ、従事者1万4,000人規模に成長し、いまや世界で押しも押されもせぬ存在として認められている。

## 平地競走
主な平地競走は次のとおり。
- クラシック
  - アイリッシュ2000ギニー
  - アイリッシュ1000ギニー
  - アイリッシュダービー
  - アイリッシュオークス
  - アイリッシュセントレジャー（古馬に開放）
- アイリッシュチャンピオンステークス

### 現在のアイルランドの主な平地競走のレース日程（G1競走のみ）
- 5月 - （第4週）アイリッシュ2000ギニー・タタソールズゴールドカップ・アイリッシュ1000ギニー
- 6月 - （第4週）プリティーポリーステークス・アイリッシュダービー
- 7月 - （第3週）アイリッシュオークス
- 8月 - （第1週）フィーニクスステークス
- 9月 - （第2週）アイリッシュチャンピオンステークス・アイルランドメイトロンステークス・モイグレアスタッドステークス・ヴィンセントオブライエンステークス・アイリッシュセントレジャー・フライングファイブステークス

暦の関係上、開催が前の月に前倒しする時や、翌月にずれ込むことがあり、第○週と書いてあるものがずれることがよくある。よってあくまでも目安として判断していただきたい。また、アイルランドの競馬は、イギリスの競馬と非常に密接な関係を持っており、双方の国の調教馬がお互いの国のG1レースに頻繁に出走する。
G1競走
凡例： 距離（m=マイル f=ハロン y=ヤード）性齢（c=牡 f=牝）
| 開催月    | 競走名                             | 開催地               | 距離 （下段はメートル表示） | 性齢 0    |
| --------- | ---------------------------------- | -------------------- | --------------------------- | --------- |
| 5月       | アイリッシュ2000ギニー             | カラ競馬場           | 1m (1609 m)                 | 3歳       |
| 5月       | タタソールズゴールドカップ         | カラ競馬場           | 1m 2f 110y (2112 m)         | 4歳以上 0 |
| 5月       | アイリッシュ1000ギニー             | カラ競馬場           | 1m (1609 m)                 | 3歳 f     |
| 6月       | プリティーポリーステークス         | カラ競馬場           | 1m 2f (2012 m)              | 3歳以上 f |
| 6月       | アイリッシュダービー               | カラ競馬場           | 1m 4f (2414 m)              | 3歳 c&f   |
| 7月       | アイリッシュオークス               | カラ競馬場           | 1m 4f (2414 m)              | 3歳 f     |
| 7月 / 8月 | フェニックスステークス             | カラ競馬場           | 6f (1207 m)                 | 2歳 c&f   |
| 9月       | メイトロンステークス               | レパーズタウン競馬場 | 1m (1609 m)                 | 3歳以上 f |
| 9月       | アイリッシュチャンピオンステークス | レパーズタウン競馬場 | 1m 2f (2012 m)              | 3歳以上 0 |
| 9月       | モイグレアスタッドステークス       | カラ競馬場           | 7f (1408 m)                 | 2歳 f     |
| 9月       | ヴィンセントオブライエンステークス | カラ競馬場           | 7f (1408 m)                 | 2歳 c&f   |
| 9月       | アイリッシュセントレジャー         | カラ競馬場           | 1m 6f (2816 m)              | 3歳以上 0 |
| 9月       | フライングファイブステークス       | カラ競馬場           | 5f (1006 m)                 | 3歳以上 0 |

その他
- 5月　ビンテージティップルステークス（英語） - 2018年追加、2003年アイリッシュセントレジャー勝ち馬ビンテージティップル(Vintage Tipple) の名前を冠した競走[38][39]。

## 障害競走
主な障害競走は次のとおり。

### G1競走
凡例： 距離（m=マイル f=ハロン y=ヤード）性齢
| 開催月      | 競走名 | 種別     | 開催地                 | 距離（下段は メートル表示） | 性齢 0    |
| ----------- | --- | -------- | ---------------------- | --------------------------- | --------- |
| 11月        | JNwine.comチャンピオンチェイス                                                                            | チェイス | ダウンロイヤル競馬場   | 3m (4828 m)                 | 5歳以上   |
| 11月        | モーギアナハードル                                                                                        | ハードル | パンチェスタウン競馬場 | 2m (3219 m)                 | 4歳以上   |
| 11月 / 12月 | ロイヤルボンドノービスハードル                                                                            | ハードル | フェアリーハウス競馬場 | 2m (3219 m)                 | 4歳以上   |
| 11月 / 12月 | ドリンモアノービスチェイス                                                                                | チェイス | フェアリーハウス競馬場 | 2m 4f (4023 m)              | 5歳以上   |
| 11月 / 12月 | ハットンズグレイスハードル                                                                                | ハードル | フェアリーハウス競馬場 | 2m 4f (4023 m)              | 4歳以上   |
| 12月        | ジョン・ダーカンメモリアルチェイス                                                                        | チェイス | パンチェスタウン競馬場 | 2m 4f (4023 m)              | 5歳以上   |
| 12月        | レーシングポストノービスチェイス                                                                          | チェイス | レパーズタウン競馬場   | 2m 1f (3420 m)              | 4歳以上   |
| 12月        | ダイヤルAベットチェイス                                                                                   | チェイス | レパーズタウン競馬場   | 2m 1f (3420 m)              | 5歳以上   |
| 12月        | フューチャーチャンピオンズノービスハードル                                                                | ハードル | レパーズタウン競馬場   | 2m (3219 m)                 | 4歳以上   |
| 12月        | クリスマスハードル                                                                                        | ハードル | レパーズタウン競馬場   | 3m (4828 m)                 | 4歳以上   |
| 12月        | レパーズタウンクリスマスチェイス                                                                          | チェイス | レパーズタウン競馬場   | 3m (4828 m)                 | 5歳以上   |
| 12月        | ディセンバーフェスティバルハードル                                                                        | ハードル | レパーズタウン競馬場   | 2m (3219 m)                 | 4歳以上   |
| 12月        | ネビルホテルズノービスチェイス 旧称 フォートレイニーノービスチェイス                                      | チェイス | レパーズタウン競馬場   | 3m (4828 m)                 | 4歳以上   |
| 1月         | スレーニーノービスハードル                                                                                | ハードル | ネイス競馬場           | 2m 4f (4023 m)              | 5歳以上   |
| 1月         | アークルノービスチェイス                                                                                  | チェイス | レパーズタウン競馬場   | 2m 1f (3420 m)              | 5歳以上   |
| 1月         | アイリッシュチャンピオンハードル                                                                          | ハードル | レパーズタウン競馬場   | 2m (3219 m)                 | 4歳以上   |
| 1月         | ナサニエルレーシーアンドパートナーズソリシターズノービスハードル 旧称ゴールデンシグネットノービスハードル | ハードル | レパーズタウン競馬場   | 2m 6f (4426 m)              | 5歳以上   |
| 2月         | スプリングジュベナイルハードル                                                                            | ハードル | レパーズタウン競馬場   | 2m (3219 m)                 | 4歳       |
| 2月         | デロイトノービスハードル                                                                                  | ハードル | レパーズタウン競馬場   | 2m 2f (3621 m)              | 5歳以上   |
| 2月         | Dr.P・J・モリアーティノービスチェイス                                                                     | チェイス | レパーズタウン競馬場   | 2m 5f (4225 m)              | 5歳以上   |
| 2月         | アイリッシュゴールドカップ 旧称ヴィンセントオブライエンアイリッシュゴールドカップ                         | チェイス | レパーズタウン競馬場   | 3m (4828 m)                 | 5歳以上   |
| 4月         | メアズノービスハードルチャンピオンシップファイナル                                                        | ハードル | フェアリーハウス競馬場 | 2m 4f (4023 m)              | 4歳以上牝 |
| 4月         | ライアンエアーゴールドカップ 旧称 パワーズゴールドカップ                                                  | チェイス | フェアリーハウス競馬場 | 2m 4f (4023 m)              | 5歳以上   |
| 4月 / 5月   | パンチェスタウンチャンピオンノービスハードル                                                              | ハードル | パンチェスタウン競馬場 | 2m (3219 m)                 | 5歳以上   |
| 4月 / 5月   | パンチェスタウンチャンピオンチェイス                                                                      | チェイス | パンチェスタウン競馬場 | 2m (3219 m)                 | 5歳以上   |
| 4月 / 5月   | パンチェスタウンチャンピオンノービスチェイス                                                              | チェイス | パンチェスタウン競馬場 | 3m 1f (5029 m)              | 5歳以上   |
| 4月 / 5月   | パンチェスタウンゴールドカップ                                                                            | チェイス | パンチェスタウン競馬場 | 3m 1f (5029 m)              | 5歳以上   |
| 4月 / 5月   | チャンピオンINHフラットレース                                                                             | 平地     | パンチェスタウン競馬場 | 2m (3219 m)                 | 牡騸4–7   |
| 4月 / 5月   | ワールドシリーズハードル 旧称チッパーケビンハードル                                                       | ハードル | パンチェスタウン競馬場 | 3m (4828 m)                 | 4歳以上   |
| 4月 / 5月   | ライアンエアーノービスチェイス                                                                            | チェイス | パンチェスタウン競馬場 | 2m (3219 m)                 | 5歳以上   |
| 4月 / 5月   | パンチェスタウンチャンピオンハードル                                                                      | ハードル | パンチェスタウン競馬場 | 2m (3219 m)                 | 4歳以上   |
| 4月 / 5月   | アイルランドチャンピオンノービスハードル                                                                  | ハードル | パンチェスタウン競馬場 | 2m 4f (4023 m)              | 4歳以上   |
| 4月 / 5月   | チャンピオン4歳ハードル                                                                                   | ハードル | パンチェスタウン競馬場 | 2m (3219 m)                 | 4歳       |
| 4月 / 5月   | アイリッシュデイリーミラーノービスハードル                                                                | ハードル | パンチェスタウン競馬場 | 3m (4828 m)                 | 4歳以上   |
| 4月 / 5月   | メアズチャンピオンハードル                                                                                | ハードル | パンチェスタウン競馬場 | 2m 2f (3621 m)              | 4歳以上牝 |

その他
- アイリッシュグランドナショナル（復活祭の次の日の月曜に開催）
- レクサスチェイス

## 競馬場
アイルランドには主要な競馬場が26箇所あり、他のどの国よりも国民1人当たりの数が多い上、競走開催は年間350回以上、レースは合計2,000回超を数える。アイルランドの年間競馬場入場者数は130万人超で、例年4月のパンチェスタウン・フェスティバル（英語）も7月のゴールウェイレース（英語）も、10万人超の入場者を集める。
競馬場の大多数は芝コース（英語）であり、唯一、ダンドークスタジアムのみ全天候型の人工芝（英語）を採用する。レイタウン競馬場は恒例の砂浜で競走を開催する競馬場として国内唯一の存在で、天然の砂浜でターフクラブのルールに準拠した競走を毎年、施行している。しかしターフクラブ非公認の砂浜の競走はアイルランドの一部の地域で頻繁に行われる。

### アイルランドの主要な競馬場
アイルランド競馬協会に公認された競馬場は以下のとおりである。
地区別の主な競馬場
| アルスター地方 - ダウンパトリック - ダウンロイヤル コノート地方 - バリンローブ - ゴールウェイ - ロスコモン - スリゴウ マンスター地方 - クロンメル - コーク - キラーニー - リムリック - リストウル - サールス - ティペラリー - トレモア | レンスター地方 - ベルースタウン - カラ - ダンドーク - フェアリーハウス - ゴウワン - キルベガン - レイタウン - レパーズタウン - ネイス - ナヴァン - パンチェスタウン - ウェクスフォード |

アイルランド島の行政区画。上から時計回りにアルスター地方（赤）、レンスター地方（緑）、マンスター地方（黄）、コノート地方（青）

以前は競走規約（Rules of Racing）の下で開催された競走はほかにも数箇所ある。たとえばトラリー競馬場（英語）では再開発のために売却される2008年まで開催された。アイルランド競馬協会非公認の競走は全国各地で数多く開かれた。

## 日本への遠征
→詳細は「海外調教馬による日本への遠征」を参照。